# Andrzej Nowicki
Andrzej Rusław Fryderyk Nowicki (Varsavia, 27 maggio 1919 – Varsavia, 1º dicembre 2011) è stato un filosofo polacco.
Fu uno specialista della storia della filosofia e dell'ateismo e uno studioso del Rinascimento italiano. Dal 1952 al 1963 fu attivo all'Università di Varsavia, poi dal 1963 al 1973 insegnò all'Università di Breslavia e infine dal 1973 al 1991 insegnò all'Università Marie Curie-Skłodowska di Lublino. Fu cofondatore e presidente dell'Associazione degli Atei e dei Liberi pensatori (Polskie Towarzystwo Religioznawcze), la quale, sulle orme della Associazione polacca dei Liberi pensatori (Stowarzyszenie Wolnomyślicieli Polskich) mirava alla secolarizzazione della società polacca nel secondo dopoguerra. Nel 1958 fu membro del comitato del Fronte di Unità nazionale. Massone, è stato Gran maestro del Grande Oriente di Polonia tra il 1997 e 2002.